# Olympische Sommerspiele 2020/Teilnehmer (Simbabwe)
| Gelbes Symbol für Goldmedaillen mit stilisierten Olympischen Ringen | Graues Symbol für Silbermedaillen mit stilisierten Olympischen Ringen | Braundes Symbol für Bronzemedaillen mit stilisierten Olympischen Ringen |
| ------------------------------------------------------------------- | --------------------------------------------------------------------- | ----------------------------------------------------------------------- |
| —                                                                   | —                                                                     | —                                                                       |

Simbabwe nahm an den Olympischen Spielen 2020 in Tokio teil. Es war die insgesamt elfte Teilnahme an Olympischen Sommerspielen. Das Zimbabwe Olympic Comitee nominierte insgesamt fünf Athleten in vier Sportarten. 

## Teilnehmer nach Sportarten

### Golf
| Athleten      | Runde 1 | Runde 2 | Runde 3 | Runde 4 | Gesamt | Par | Rang |
| ------------- | ------- | ------- | ------- | ------- | ------ | --- | ---- |
| Männer        |         |         |         |         |        |     |      |
| Scott Vincent | 73      | 67      | 66      | 67      | 273    | −11 | 16   |

### Leichtathletik
Laufen und Gehen 
| Athleten      | Wettbewerb | Vorlauf | Vorlauf | Runde 1 | Runde 1 | Halbfinale    | Halbfinale    | Finale        | Finale        | Rang |
| Athleten      | Wettbewerb | Zeit    | Rag     | Zeit    | Rang    | Zeit          | Rang          | Zeit          | Rang          | Rang |
| ------------- | ---------- | ------- | ------- | ------- | ------- | ------------- | ------------- | ------------- | ------------- | ---- |
| Männer        |            |         |         |         |         |               |               |               |               |      |
| Ngoni Makusha | 100 m      | 10,32 s | 3       | 10,43 s | 50      | ausgeschieden | ausgeschieden | ausgeschieden | ausgeschieden | 50   |

### Rudern
| Athleten             | Wettbewerb | Vorlauf     | Vorlauf | Vorlauf       | Hoffnungslauf | Hoffnungslauf | Hoffnungslauf | Viertelfinale | Viertelfinale | Viertelfinale  | Halbfinale  | Halbfinale | Halbfinale    | Finale      | Finale | Rang |
| Athleten             | Wettbewerb | Zeit        | Platz   | Qualifikation | Zeit          | Platz         | Qualifikation | Zeit          | Platz         | Qualifikation  | Zeit        | Platz      | Qualifikation | Zeit        | Platz  | Rang |
| -------------------- | ---------- | ----------- | ------- | ------------- | ------------- | ------------- | ------------- | ------------- | ------------- | -------------- | ----------- | ---------- | ------------- | ----------- | ------ | ---- |
| Männer               |            |             |         |               |               |               |               |               |               |                |             |            |               |             |        |      |
| Peter Purcell-Gilpin | Einer      | 7:10,65 min | 4       | Hoffnungslauf | 7:35,16 min   | 1             | Viertelfinale | 7:37,97 min   | 6             | Halbfinale C/D | 7:01,72 min | 4          | Finale D      | 7:03,85 min | 2      | 20   |

### Schwimmen
| Athleten      | Wettbewerb     | Vorlauf     | Vorlauf | Halbfinale    | Halbfinale    | Finale        | Finale        | Rang |
| Athleten      | Wettbewerb     | Zeit        | Rang    | Zeit          | Rang          | Zeit          | Rang          | Rang |
| ------------- | -------------- | ----------- | ------- | ------------- | ------------- | ------------- | ------------- | ---- |
| Frauen        |                |             |         |               |               |               |               |      |
| Donata Katai  | 100 m Rücken   | 1:02,73 min | 34      | ausgeschieden | ausgeschieden | ausgeschieden | ausgeschieden | 34   |
| Männer        |                |             |         |               |               |               |               |      |
| Peter Wetzlar | 100 m Freistil | 50,31 s     | 42      | ausgeschieden | ausgeschieden | ausgeschieden | ausgeschieden | 42   |